# 122. pehotni polk (Avstro-Ogrska)
Za druge 122. polke glejte 122. polk.
122. pehotni polk je bil pehotni polk k.u.k. Heera.

## Zgodovina
Polk je bil ustanovljen leta 1918, med prvo svetovno vojno, v sklopu t. i. Conradovih reform, pri čemer je bila sama vojaška sposobnost polka zelo slaba. Sestavljen je bil iz treh bataljonov, ki so jih vzeli iz dotedaj obstoječih polkov.

## Organizacija
Ob ustanovitvi
- 5. bataljon, 97. pehotni polk
- 2. bataljon, 22. pehotni polk
- 3. bataljon, 22. pehotni polk